# Siproeta
Siproeta es un género de insectos lepidópteros (mariposas) de la familia Nymphalidae y la subfamilia Nymphalinae.

## Denominación
- El género Siproeta fue descrito por el entomólogo alemán Jakob Hübner en 1823 .[2]
- La especie tipo es Siproeta trayja (Hübner, 1823), reclasificada como Siproeta epaphus trayja.

### Sinonimia
- Victorina (Blanchard, 1840)[3]
- Amphirene (Doubleday, 1844)[4]
- Aphnaea (Capronnier, 1881)[5]

## Lista de especies
- Siproeta epaphus (Latreille, 1813); presente de México a Brasil y Perú.
  - Siproeta epaphus gadoui Másteres, 1967; en Venezuela
  - Siproeta epaphus trayja Hübner, 1823; en Brasil y Paraguay.
- Siproeta superba (Bates, 1864); en México, Costa Rica y Guatemala.
  - Siproeta superba superba en México y a Guatemala.
  - Siproeta superba euoe Fox y Forbes, 1971; en Costa Rica.
- Siproeta stelenes (Linnaeus, 1758); presente del sur de Florida a Brasil.
  - Siproeta stelenes stelenes en México, Honduras y Costa Rica.
  - Siproeta stelenes biplagiata Fruhstorfer, 1907
  - Siproeta stelenes insularis (Holland, 1916); en Cuba.
  - Siproeta stelenes meridionalis (Fruhstorfer, 1909); en Brasil y Perú.
  - Siproeta stelenes sophene Fruhstorfer, 1907; en Ecuador.

## Galería

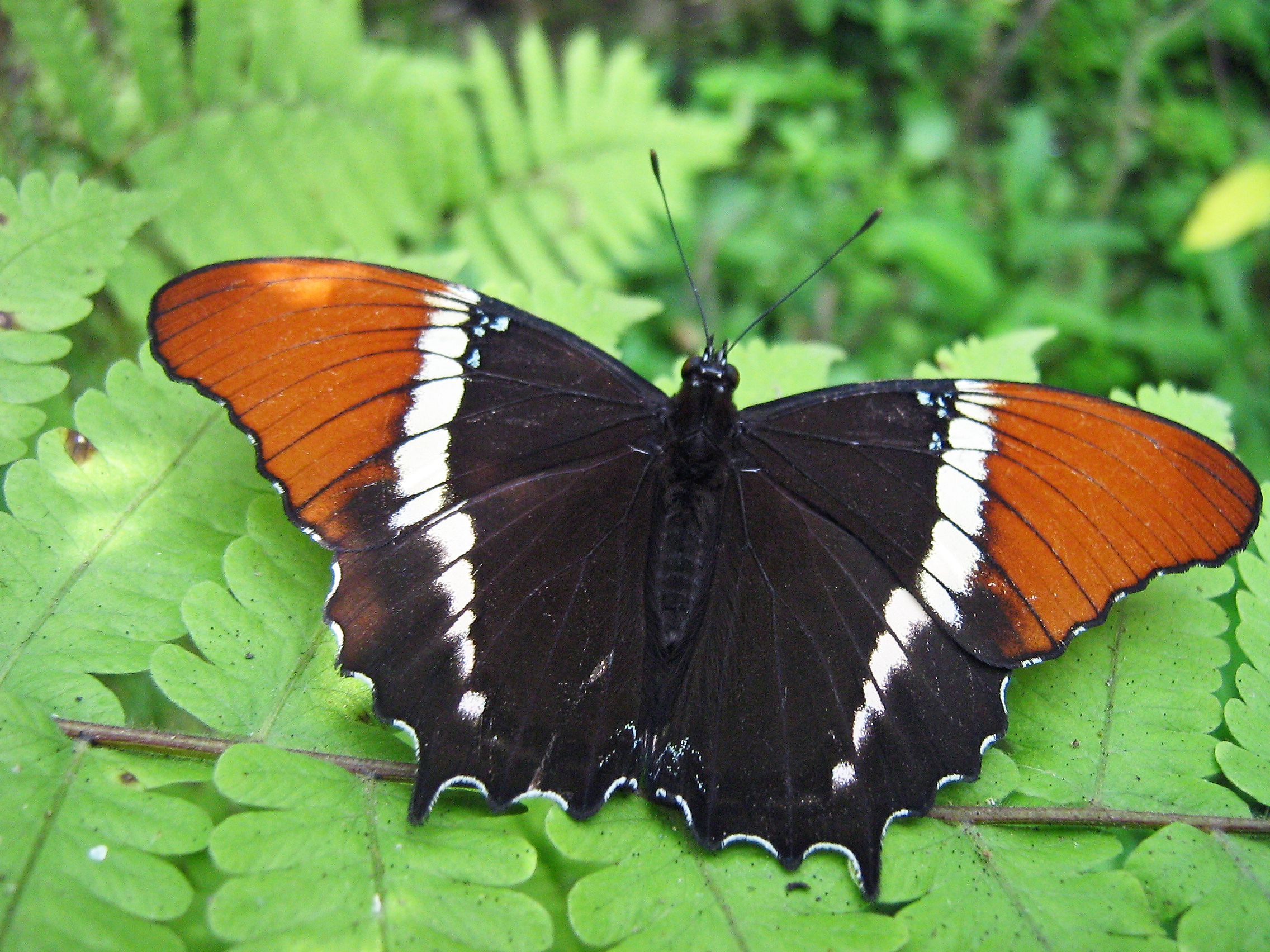
Siproeta epaphus
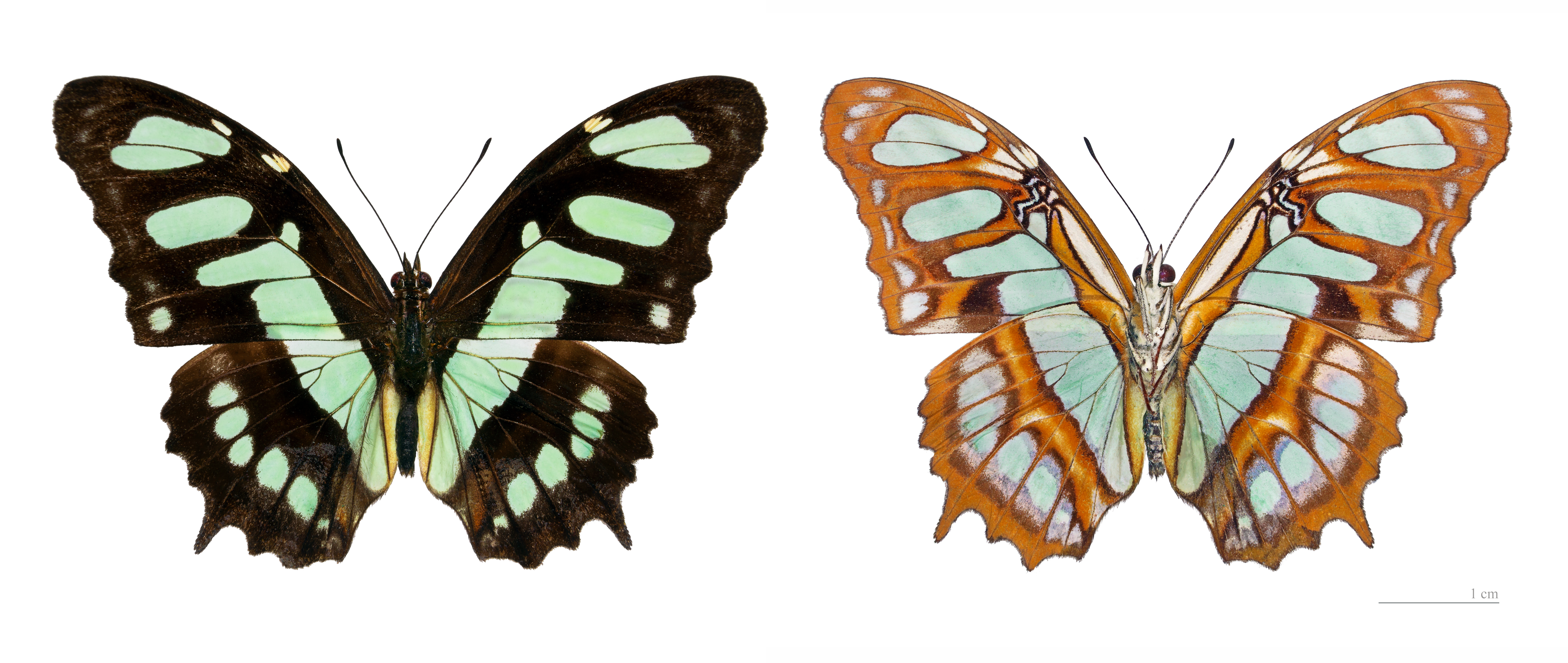
Siproeta stelenes
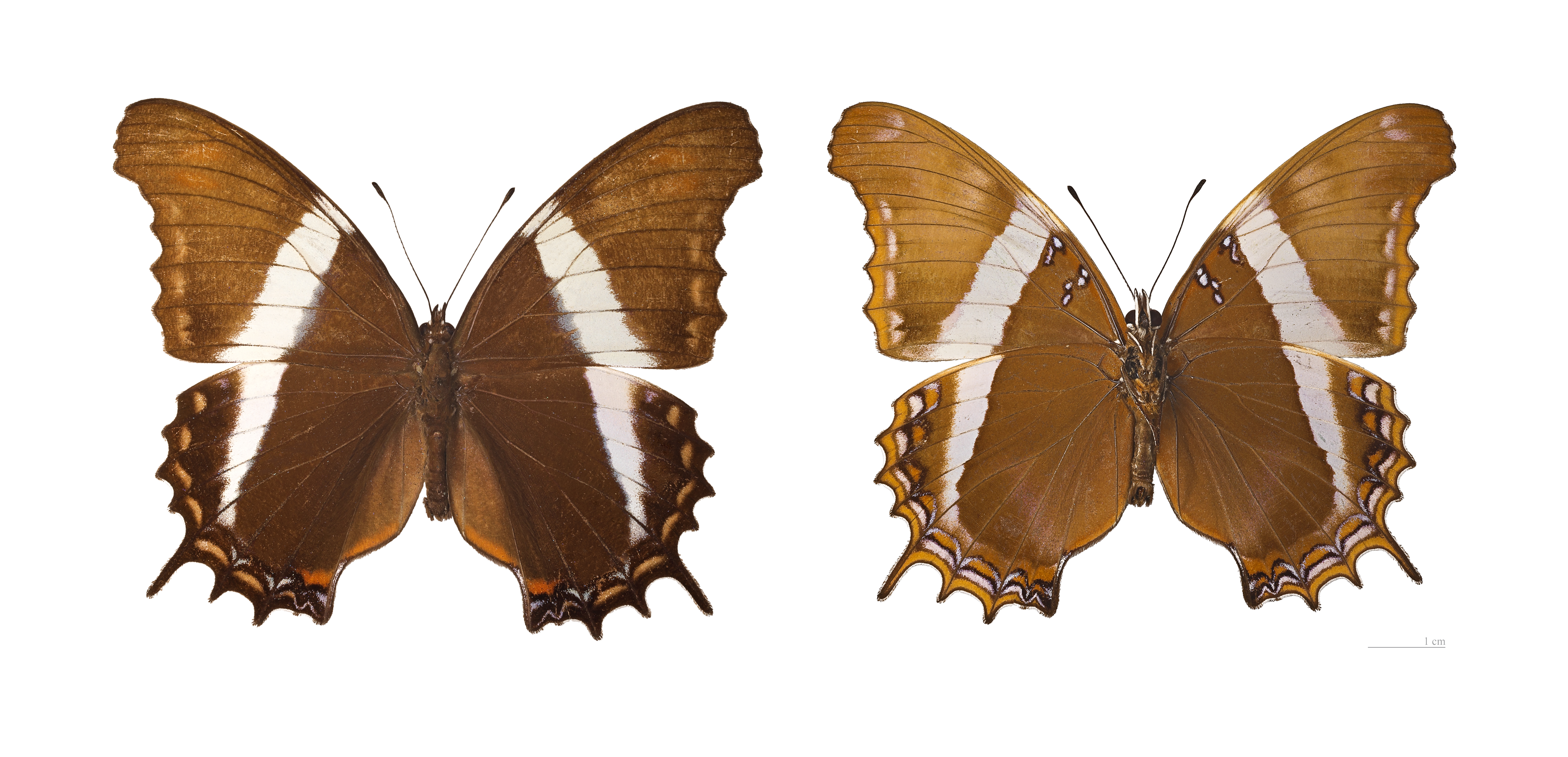
Siproeta superba